# マイング博多駅名店街
マイング博多駅名店街（マイングはかたえきめいてんがい）は、福岡県福岡市博多区の博多駅にある商業施設である。博多駅地下街、博多一番街と共に、株式会社博多ステーションビルが運営する。単に「マイング」とも呼ばれる。

## 概要
博多駅のJR九州・在来線プラットホーム高架下（北寄り）にあり、駅中央コンコースに隣接している。博多駅の現在地への移転（1963年12月1日）と同時に開業した。食堂街一番街（現・博多一番街）、博多駅地下街などと共に博多駅界隈でも古い歴史を持つ。
JR九州・在来線の連絡通路・東通路から改札口「名店街口」が直接連絡している。また、筑紫口方面の博多デイトスとも隣接し、営業時間内はゲート無しで行き来できる。北西端には博多バスターミナルのバス車路に出入口がある。
博多デイトス1Fと共に、旅行者のみやげ品を中心に販売している。
なお、「食堂街一番街（現：博多1番街）」については博多駅地下街の項目を参照。駅周辺などについては博多駅の項目を参照。

## 主要テナント
- タリーズコーヒー
- カルディコーヒーファーム
- コクミンドラッグ

## 沿革
- 1963年（昭和38年）12月1日 - 博多駅の移転と共に、食堂街一番街と同時オープン。
- 2010年11月 - 九州新幹線全線開業に向けリニューアル。マスコットキャラクター（「マインちゃん」）として、以前のキャラクターに代わって尾中琴美を起用。
- 2015年9月から12月まで20年ぶりの全面改装を行い、2015年12月11日に全面リニューアルオープンした[1]。